# 東洋ハーネス
東洋ハーネス株式会社（とうようハーネス、Toyo Harness Co., Ltd. ）は、かつて存在した住友グループに所属するワイヤーハーネス製造メーカー。
2010年10月に北陸ハーネス、九州住電装、新宮電装と合併し、SWS西日本株式会社となった。

## 主力製品・事業
- 自動車用ワイヤーハーネスの製造
- ハーネス外装部品の製造

## 主要事業所
- 本社 - 三重県松阪市大塚町塚田25-2
- 松阪工場 - 三重県松阪市大塚町塚田25-2
- 松阪東工場 - 三重県松阪市大口町字北堀田340
- 上野部品物流センター - 三重県伊賀市西条字桑名瀬200

## 沿革
- 1969年 - 三重県員弁郡大安町に東洋ハーネス株式会社設立。
- 2006年 - 大安工場を閉鎖。新宮工場を子会社化し、新宮電装株式会社を設立。亀山工場（ハイテンションコード事業）を住友電装メディアテック株式会社に統合。
- 2010年 - 北陸ハーネス、九州住電装、新宮電装と合併し、SWS西日本株式会社設立。

## 主要関係会社

### 国内グループ企業
- 新宮電装株式会社

### 関係会社
- 住友電装